# Prałatura terytorialna Chuquibambilla
Prałatura terytorialna Chuquibambilla (łac. Territorialis Praelatura Chuquibambillensis) – prałatura terytorialna Kościoła rzymskokatolickiego w Peru. Należy do metropolii Cuzco. Została erygowana 26 kwietnia 1968 roku przez papieża Pawła VI konstytucją apostolską Qui idcirco.

## Główne świątynie
- Katedra: Katedra Jezusa Wywyższonego w Chuquibambilla

## Prałaci terytorialni
- Lorenzo Miccheli Filippetti OSA (1976–1986)
- Domenico Berni Leonardi OSA (1989–2018)
- Edinson Edgardo Farfán Córdova OSA (2019–2024)
- Wilder Alberto Vásquez Saldaña OSA (od 2025)